# 莫尔南
莫尔南（法語：Mornant，法語發音：[mɔʁnɑ̃] ⓘ）是法国罗讷省的一个市镇，属于里昂区。

## 地理
莫尔南（45°37'8"N, 4°40'20"E）面积15.76 平方千米，位于法国奥弗涅-罗讷-阿尔卑斯大区罗讷省，该省份为法国中东部省份，北起顺时针与索恩-卢瓦尔省、安省、里昂大都会、伊泽尔省和卢瓦尔省接壤。
与莫尔南接壤的市镇（或旧市镇、城区）包括：圣洛朗达尼、绍桑、沙巴尼耶尔、博瓦隆。

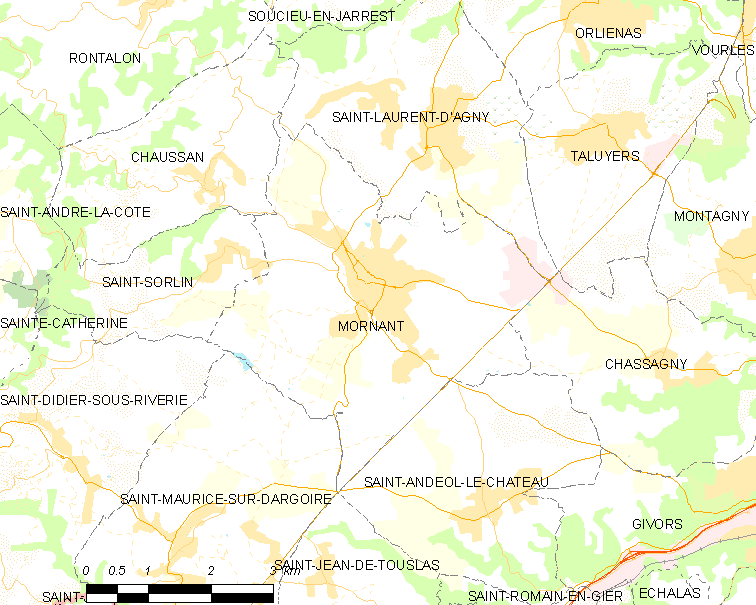
莫尔南的OSM定位图

莫尔南的时区为UTC+01:00、UTC+02:00（夏令时）。

## 行政
莫尔南的邮政编码为69440，INSEE市镇编码为69141。

## 政治
莫尔南所属的省级选区为莫尔南县。

## 人口

1962-2008年间莫尔南人口变化图示

莫尔南于2022年1月1日时的人口数量为6261人。